# Daniel Parke Custis

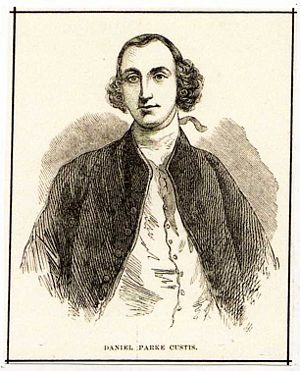
Daniel Parke Custis

Daniel Parke Custis (* 15. Oktober 1711 in York County, Virginia; † 8. Juli 1757 in New Kent County, Virginia) war ein britischer Pflanzer aus Virginia, dessen Witwe Martha später George Washington heiratete. Custis war der Sohn von John Custis (1678–1749), einem einflussreichen Mitglied des Virginia Governor’s Council, und Frances Parke Custis. Er war ein Enkel von Daniel Parke, ebenfalls Mitglied des Rates und Gouverneur der Inseln über dem Winde.
Er heiratete Martha Dandridge am 15. Mai 1750. Sie hatten vier Kinder:
- Daniel Parke Custis, Jr. (* 19. November 1751; † 19. Februar 1754)
- Frances Parke Custis (* 12. April 1753; † 1. April 1757)
- John „Jacky“ Parke Custis (* 27. November 1754; † 5. November 1781)
- Martha „Patsy“ Parke Custis (* 1756; † 19. Juni 1773)

Daniel Parke Custis nahm in der Politik des kolonialen Virginias keine führende Rolle ein. Zwei Jahre nach seinem Tod heiratete seine Witwe Martha George Washington, dieser wurde damit Stiefvater der beiden überlebenden Custis-Kinder.

## Das Custis-Erbe
Da Daniel Parke Custis ohne Testament starb, trat die gesetzliche Erbfolge in Kraft. Dadurch erhielt seine Witwe auf Lebenszeit ein Drittel seines Vermögens (dower share „Mitgiftanteil“), die anderen zwei Drittel verwaltete sie treuhänderisch für ihre Kinder. Im Januar 1759 verzeichneten die Inventarlisten des Custisbesitzes 285 Sklaven sowie im Oktober 1759 17.779 Acres (71,95 Quadratkilometer) Land, verteilt über 5 Landkreise. John Parke Custis war das einzige seiner Kinder, welches sein Erbe selbst antreten konnte und wurde somit zum alleinigen Erben. Nach Marthas Heirat mit George Washington, ging der Mitgiftanteil, einschließlich der „Mitgift-Neger“, unter Washingtons Kontrolle, nach dessen Tod, gingen die Rechte zurück an sie, und schließlich, nach ihrem Tod, an die Kinder ihres ersten Ehemanns. Durch Martha Washingtons „Mitgiftanteil“ (1799 gehörten dazu 153 Sklaven), konnte der Custis Besitz erst nach ihrem Tod 1802 veräußert werden.